# Чокоба
Чокоба е село в Югоизточна България. То се намира в община Сливен, област Сливен.

## География
Селото няма стари наименования. На пътя на Юг се намира местността „Юрта“. На запад има географска забележителност, наречена от местното население „Острия камък“. За тази забележителност има легенда, че Крали Марко замерил с камък от Ямбол сестра си и този камък е „Острия камък“. Малка част от камъка паднала и сега се намира в края на селото.

## Редовни събития
В селото има народен асамбъл, наречен „Панайот Хитов“. В клуба има около 50 члена (предимно пенсионери). Той е участвал в много фестивали и в предаването по ТВ „Скат“ „От българско – по-българско“.

## История
Няма конкретни данни кога е създадено селото. На негово място е имало тракийско селище – „Юрта“. В края на селото има местност със същото име. След Римската инвазия селото се превръща в римско селище. Предимно населението е било от римски легионери. Не може да се отрече, че по-голямата част от населението е било тракийско. След разпадането на Римската империя селото остава във Византия. При управлението на хан Крум селото отива в Първата българска държава. Има сведения от по-възрастното население на селото, че при нашествие на татарите се избиват 70 булки и се заравят в общ гроб в южните лозя в местността Шеклара. В селото, по време на османската власт, се заражда и съпротивата срещу поробителя, а именно хайдутлъка. Към края на владичеството няколко хайдути от селото вземат от поробителите наложените от тях данъци върху българското население от Сливенско и Ямболско. Има легенда, че го заравят до чешмата, на юг от селото. Турците ги откриват и пращат армия да ги хване и убие. Когато хайдутите разбират за това се укриват в един двор. Турците ги обкръжават и започват да стрелят и хайдутите им отвръщат. Няма сведения колко са били. Предполага се, че са били не повече от 5. С последните патрони се самоубиват, за да не бъдат заловени живи и измъчвани. По време на Първата световна война загиват 40 войника от Чокоба и сега има мраморна паметна плоча в центъра на селото.